# Zbór Kościoła Chrześcijan Baptystów w Gnieźnie
Zbór Kościoła Chrześcijan Baptystów w Gnieźnie – zbór Kościoła Chrześcijan Baptystów znajdujący się w Gnieźnie, przy ulicy Mickiewicza 7A.
Nabożeństwa odbywają się w każdą niedzielę o godzinie 10:00 i czwartek o godzinie 18:15.